# Дворжицкий, Георгий Корнильевич
Георгий Корнильевич Дворжицкий (14 [26] октября 1889 — 30 июня 1971) — морской офицер русского императорского флота, участник Белого движения.

## Биография
Родился в семье К. А. Дворжицкого 14 (26) октября 1889 года; мать — Ольга Людомировна, урождённая Бирон.
В 1908 году окончил Морской кадетский корпус; офицер с 1909 года. 
Во время гражданской войны находился в Вооруженных силах Юга России. Старший лейтенант с 28 марта 1920 года. Был эвакуирован в Турцию; к лету 1921 года находился в Константинополе; был членом Совета «Союза морских офицеров».
Затем эмигрировал в США, с 1923 года — в Нью-Йорке, работал инженером. Был почётным членом и председателем (1934—1936,1939—1940) «Общества бывших русских морских офицеров в Америке», основателем и редактором-издателем Бюллетеней этого общества (1934). Также он был председателем «Всезарубежного объединения морских организаций».
Оставил воспоминания «В Архангельске в начале 1-й Великой войны» (МЗ, т. I, № 5, 1943) и «На английской подводной лодке Е-19» (МЗ, т. IV, № 3/4, 1946).
Умер 30 июня 1971 года в Нью-Йорке.
Женился на Ольге Ивановне Петропавловской 20 августа 1917 года. Имел дочь Ирину (Крайет).